# Coupe de France 2005/06
Der Wettbewerb um die Coupe de France in der Saison 2005/06 war die 89. Ausspielung des französischen Fußballpokals für Männermannschaften. In diesem Jahr meldeten 6.394 Vereine, darunter auch solche aus den überseeischen Besitzungen Frankreichs, von denen sich allerdings erneut keine Elf für die landesweite Hauptrunde qualifizieren konnte.

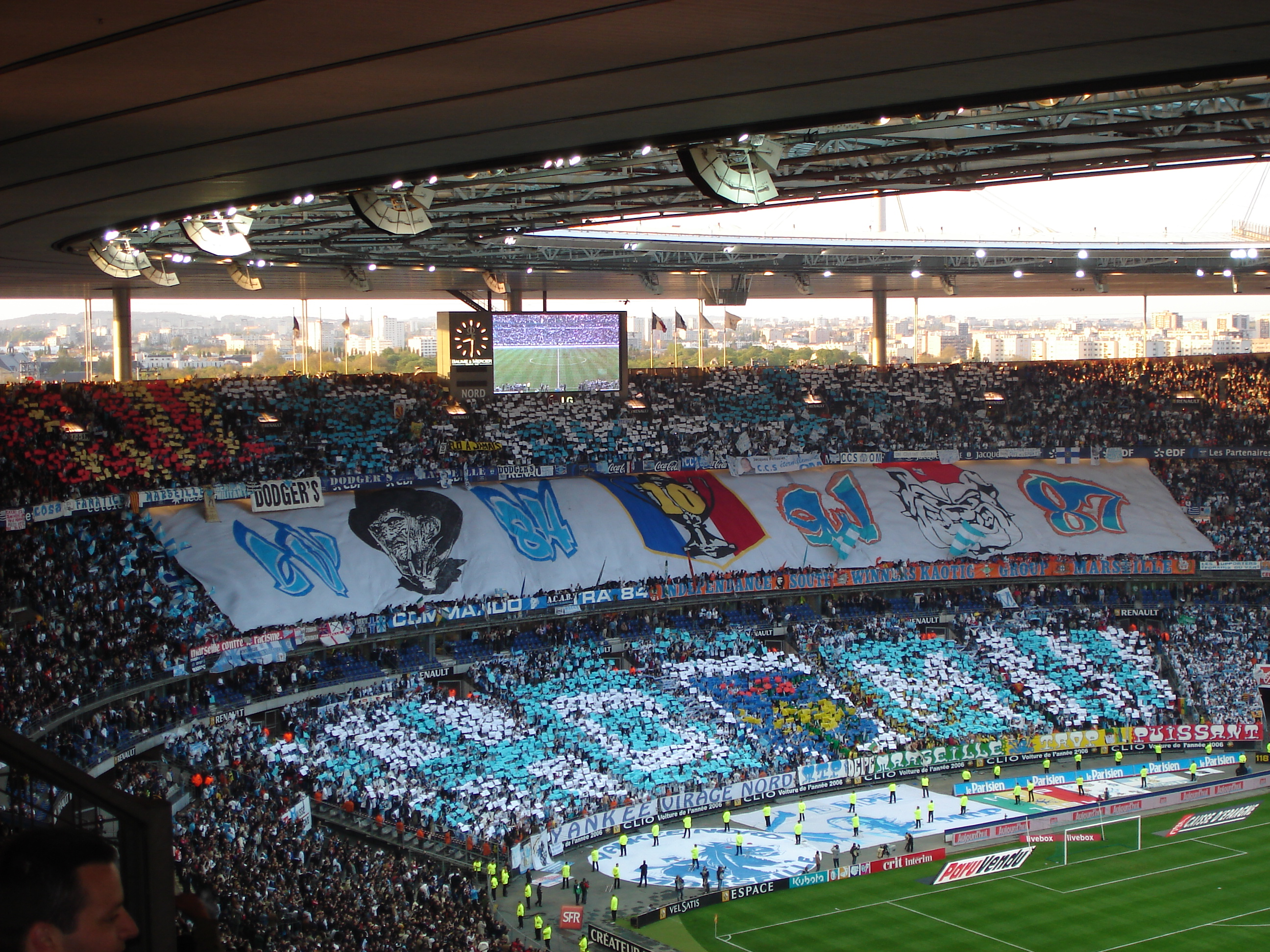
… und die Antwort von Marseiller Seite

Titelverteidiger AJ Auxerre kam diesmal nur bis ins Sechzehntelfinale, wo er am späteren Gewinner der Trophäe, dem Paris Saint-Germain FC, scheiterte. Diese beiden Vereine wechselten sich zwischen 2003 und 2006 jeweils als Pokalsieger ab. Für Paris SG war dies die siebte Coupe de France im neunten Finale. Endspielgegner Olympique de Marseille stand sogar in seinem 17. Finale; mit bis dahin zehn Siegen – der letzte lag allerdings bereits 17 Jahre zurück – ist die Elf aus der Provence bis heute (2009) der Rekordpokalsieger in Frankreich.

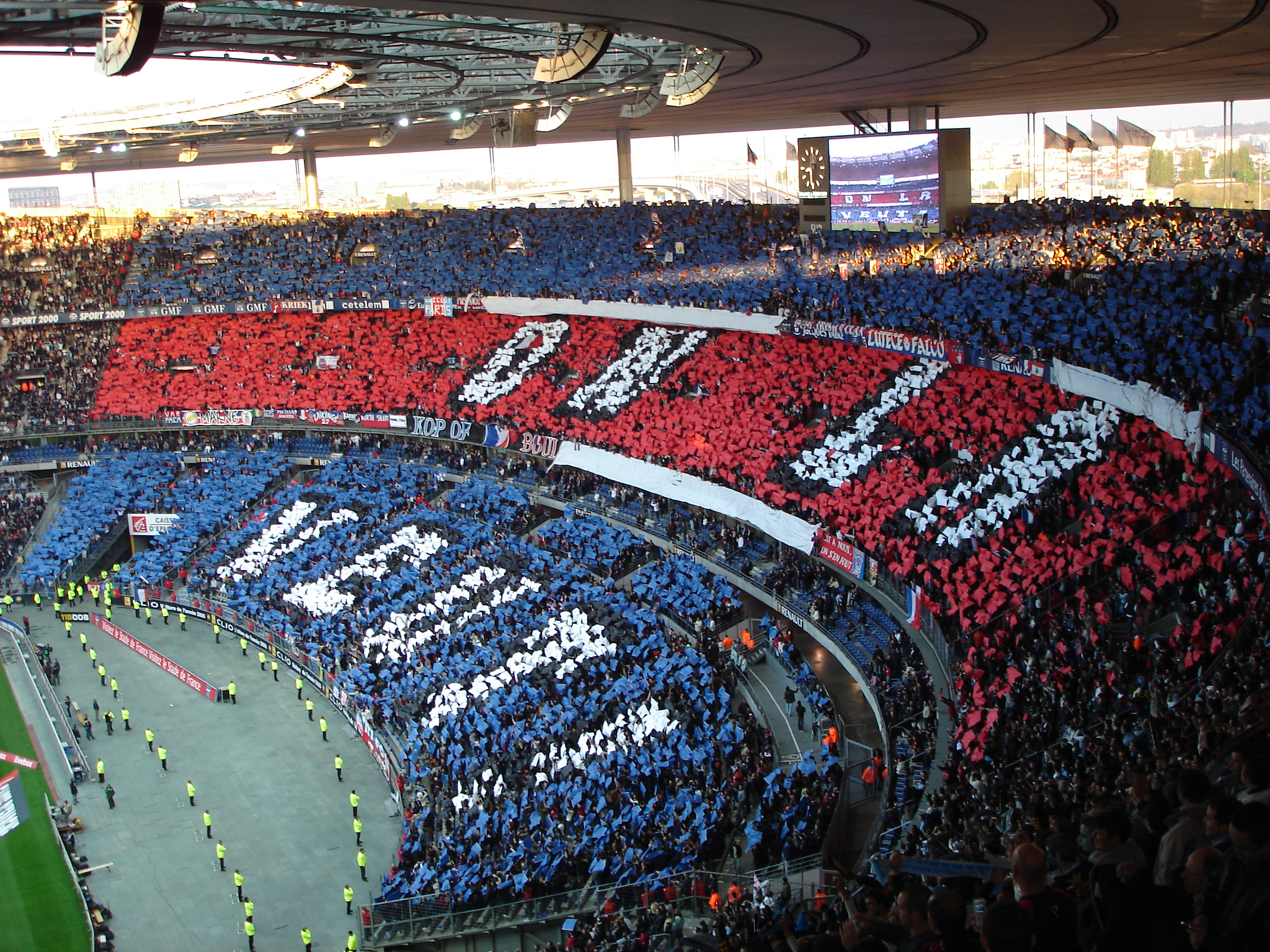
Endspiel 2006: Choreo der PSG-Fankurve …

Die unterklassigen Teilnehmer stellten im Achtelfinale noch exakt die Hälfte der im Wettbewerb verbliebenen Mannschaften, nämlich je vier zweitklassige (SC Bastia, Stade Brest, FCO Dijon und HSC Montpellier) sowie vier Teams aus den beiden höchsten Amateurligen: drei Viertligisten (AS Lyon-Duchère, AS Vitré und Calais RUFC, der 2000 selbst schon einmal im Pokalendspiel gestanden hatte) und ein Fünftligist (SR Colmar), jedoch keine Mannschaft aus der semiprofessionellen dritten Division. Von diesen acht erreichten allerdings nur zwei das Viertelfinale, in dem sowohl Montpellier als auch Calais dann ausschieden. Von den noch tiefer im Ligensystem beheimateten Amateuren überstand lediglich die achtklassige JS Longuenesse das Zweiunddreißigstelfinale, und auch das nur aufgrund einer Entscheidung am „grünen Tisch“.
Nach den von den regionalen Untergliederungen des Landesverbands FFF organisierten Qualifikationsrunden griffen ab der Runde der letzten 64 Mannschaften auch die 20 Erstligisten in den Wettbewerb ein. Die Paarungen und das Heimrecht wurden für jede Runde frei ausgelost; allerdings gab es dabei eine Einschränkung der Privilegierung unterklassiger Klubs: nur noch Mannschaften, die mindestens zwei Spielniveaus – nicht zu verwechseln mit Ligastufen – tiefer als ihr Gegner antraten, bekamen automatisch Heimrecht. Gelegentlich verzichteten jedoch insbesondere Amateurteams gegen Bezahlung auf dieses Recht oder wichen – wie in dieser Ausspielung beispielsweise Calais gegen seinen Endspielbezwinger von 2000, den FC Nantes, ins Stade Félix-Bollaert von Lens – gegen einen attraktiven Gegner in ein nahegelegenes größeres Stadion aus. Bei unentschiedenem Spielstand nach Verlängerung kam es zu einem Elfmeterschießen.

## Zweiunddreißigstelfinale
Spiele am 6. bis 8. Januar 2006. Die Vereine der beiden professionellen Ligen sind mit L1 bzw. L2 bezeichnet, diejenigen der semiprofessionellen dritten Division mit D3; die landesweiten Amateurspielklassen firmieren als CFA und CFA2, die regionalen Amateurligen als DH, DSR bzw. PH („Division d’Honneur“, „Division Supérieure Régionale“ bzw. „Promotion d’Honneur“, die sechst- bis achthöchste Spielklasse).
| - Sainte-Geneviève Sports CFA – FC Mulhouse CFA 5:0 - FC Saint-Pryvé-Saint-Hilaire CFA2 – Entente Sannois Saint-Gratien D3 0:6 - FC Saint-Louis Neuweg DH – SR Colmar CFA2 1:2 - US Vermelles DH – Paris Saint-Germain L1 0:4 - Vendée Fontenay Foot CFA – AS Vitré CFA 0:1 - Olympique Marseille L1 – Le Havre AC L2 4:0 - AS Saint-Étienne L1 – OSC Lille L1 0:1 n. V. - ES Wasquehal CFA – Girondins Bordeaux L1 1:3 - SC Bastia L2 – CS Louhans-Cuiseaux D3 3:3 n. V. (3:1 i. E.) - ESA Brive CFA – FUSC Bois-Guillaume CFA 0:0 n. V. (4:5 i. E.) - Olympique Noisy-le-Sec CFA – AJ Auxerre L1 0:1 - Calais RUFC CFA – ES Troyes AC L2 3:2 n. V. - AS Moulins D3 – FC Istres L2 3:3 n. V. (5:3 i. E.) - SC Amiens L2 – Stade Plabennec CFA2 2:0 - AS Lyon-Duchère CFA – FC Toulouse L1 2:1 - AS Cannes D3 – RC Agathois Agde CFA 1:1 n. V. (3:4 i. E.) | - OC Vannes D3 – FC Lorient L2 1:2 - JS Longuenesse PH – SM Caen L2 0:4 (a) - US Roye CFA – US Alençon CFA2 1:0 - Jeanne d’Arc Drancy DSR – FC Metz L1 0:4 - RC Strasbourg L1 – AS Nancy L1 4:0 - UC Le Mans L1 – RC Lens L1 0:1 - CMS Oissel CFA2 – FC Sochaux L1 1:2 n. V. - Stade Brest L2 – OGC Nizza L1 3:0 - HSC Montpellier L2 – FC Hyères CFA2 2:1 - LB Châteauroux L2 – AS Yzeure CFA 2:0 - FCO Dijon L2 – US Forbach CFA2 2:1 - US Corte CFA2 – Stade Rennes L1 2:3 - FC Nantes L1 – FC Valenciennes L2 2:1 - FC Rhône-Vallée CFA2 – AS Monaco L1 0:6 - FC Saint-Lô CFA2 – AC Ajaccio L1 0:2 - Grenoble Foot L2 – Olympique Lyon L1 0:4 |

## Sechzehntelfinale
Spiele zwischen 27. Januar und 22. Februar 2006
| - Sainte-Geneviève Sports CFA – Calais RUFC CFA 0:1 - AS Lyon-Duchère CFA – RC Strasbourg L1 0:0 n. V. (5:4 i. E.) - Paris Saint-Germain L1 – AJ Auxerre L1 1:0 - LB Châteauroux L2 – FC Sochaux L1 0:0, (b) 1:2 n. V. - Girondins Bordeaux L1 – Entente Sannois Saint-Gratien D3 2:1 - SC Bastia L2 – RC Agathois Agde CFA 2:0 n. V. - FUSC Bois-Guillaume CFA – FC Nantes L1 0:2 - AC Ajaccio L1 – Olympique Lyon L1 1:2 n. V. | - SR Colmar CFA2 – AS Monaco L1 1:0 n. V. - FC Lorient L2 – OSC Lille L1 0:1 - Stade Brest L2 – SC Amiens L2 2:0 - Olympique Marseille L1 – FC Metz L1 2:0 - HSC Montpellier L2 – US Roye CFA 6:1 - AS Vitré CFA – JS Longuenesse PH 3:1 - FCO Dijon L2 – AS Moulins D3 1:0 - Stade Rennes L1 – RC Lens L1 1:0 |

## Achtelfinale
Spiele zwischen 14. und 22. März 2006
| - Calais RUFC CFA – Stade Brest L2 1:0 n. V. - AS Lyon-Duchère CFA – Paris Saint-Germain L1 0:3 - Olympique Marseille L1 – FC Sochaux L1 2:0 - HSC Montpellier L2 – Girondins Bordeaux L1 1:0 | - SR Colmar CFA2 – Stade Rennes L1 1:4 - AS Vitré CFA – OSC Lille L1 0:2 - FC Nantes L1 – FCO Dijon L2 3:0 - Olympique Lyon L1 – SC Bastia L2 1:0 |

## Viertelfinale
Spiele am 11./12. April 2006
| - Calais RUFC CFA – FC Nantes L1 0:1 - Paris Saint-Germain L1 – OSC Lille L1 2:1 | - Stade Rennes L1 – HSC Montpellier L2 5:3 n. V. - Olympique Lyon L1 – Olympique Marseille L1 1:2 |

## Halbfinale
Spiele am 20. April 2006
| - FC Nantes L1 – Paris Saint-Germain L1 1:2 | - Olympique Marseille L1 – Stade Rennes L1 3:0 |

## Finale
Spiel am 29. April 2006 im Stade de France von Saint-Denis vor 79.061 Zuschauern
- Paris Saint-Germain – Olympique Marseille 2:1 (1:0)

### Mannschaftsaufstellungen
Paris Saint-Germain: Lionel Letizi – Bernard Mendy, David Rozehnal, Mario Yepes, Sylvain Armand – Vikash Dhorasoo, Édouard Cissé, Modeste M’Bami, Jérôme Rothen (Paulo César, 87.) – Bonaventure Kalou, Pauleta 
Trainer: Guy Lacombe
Olympique Marseille: Fabien Barthez  – Habib Beye (Samir Nasri, 80.), Frédéric Déhu, Renato Civelli, Taye Taiwo – Lorik Cana, Toifilou Maoulida, Sabri Lamouchi, Franck Ribéry, Mamadou Niang – Mickaël Pagis (Wilson Oruma, 38.)
Trainer: Jean Fernandez
Schiedsrichter: Laurent Duhamel (Rouen) 

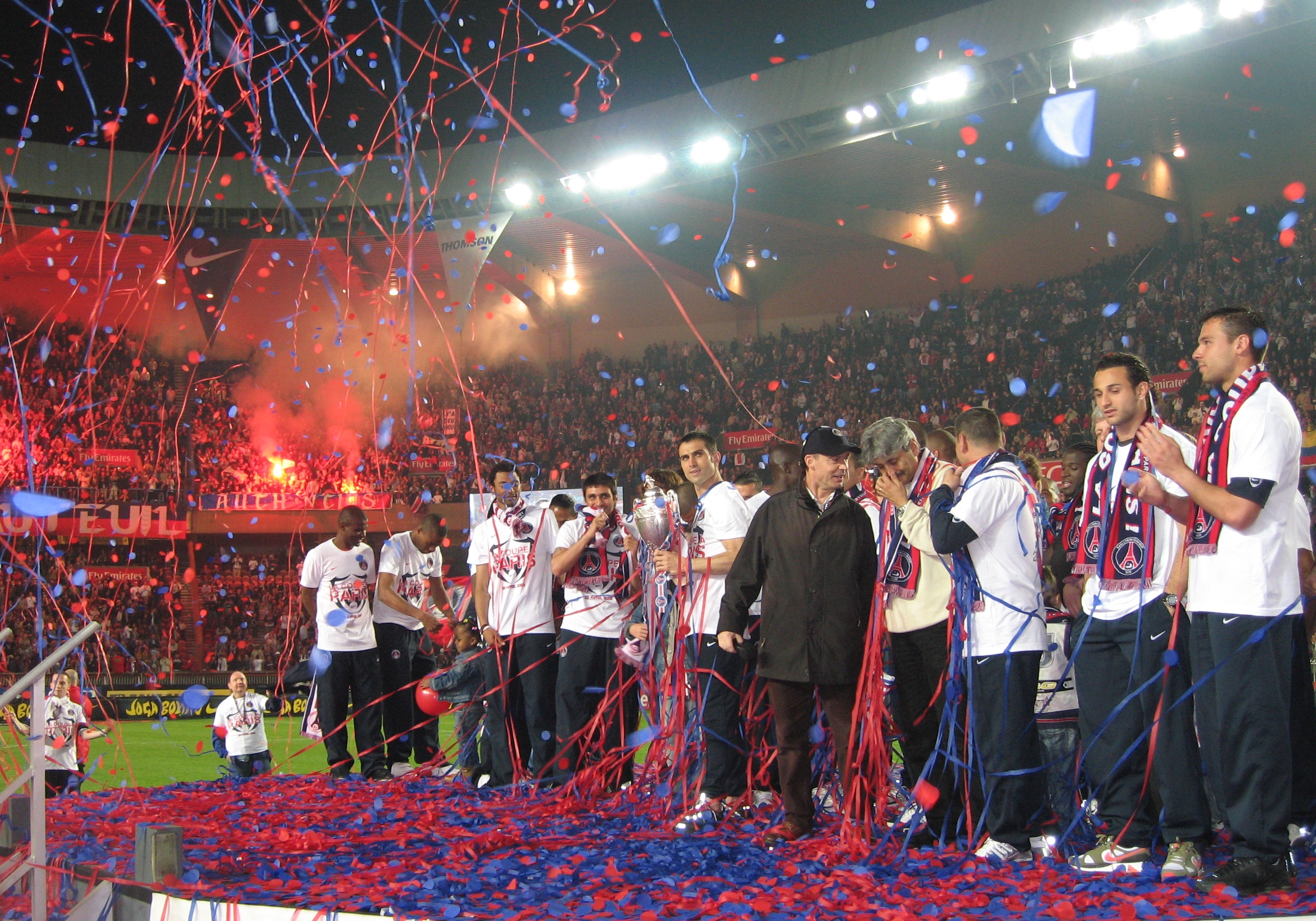
Paris Saint-Germain mit der Coupe de France

### Tore
1:0 Kalou (6.)

2:0 Dhorasoo (49.)

2:1 Maoulida (67.)

### Besondere Vorkommnisse
Das Endspiel wurde, wenn auch nur knapp, vor einer neuen Rekordkulisse ausgetragen. Für Schiedsrichter Laurent Duhamel war es die zweite Leitung eines Finales nach 2001. In der siegreichen Mannschaft von PSG standen nur noch vier Spieler, die auch schon 2004 den Pokal gewonnen hatten, nämlich Letizi, Mendy, M’Bami und Pauleta; zwei weitere Sieger von damals, Déhu und Cana, trugen in diesem Jahr das Trikot des Endspielverlierers aus Marseille. Außerdem feierte auch Kalou seine zweite Coupe; er stand im Vorjahr noch in den Reihen der siegreichen AJ Auxerre und hatte auch dort bereits ein Tor im Endspiel geschossen.

Marseilles Torhüter Barthez weigerte sich nach dem Spiel, die Medaille für den Zweitplatzierten aus der Hand des Sportministers Jean-François Lamour entgegenzunehmen.
Der in der entscheidenden Wettbewerbsphase – parallel zum „Endspurt“ in der Meisterschaft – arg komprimierte Terminplan mit vier Pokalrunden binnen fünf Wochen war der Vorbereitung der Nationalelf auf die WM-Endrunde in Deutschland geschuldet.